# Fede Álvarez
Federico Álvarez (Montevideo, 1978. február 9.–) uruguayi filmkészítő. Legismertebb filmje rendezőként a Gonosz halott (2013) és a Vaksötét (2016), valamint a Ataque de Pánico! (2009) rövidfilm.

## Élete és pályafutása
Álvarez Montevideóban (Uruguay) született. 2009-ben kiadta az Ataque de Pánico! című rövidfilmjét a YouTube-on. Az online bemutató előtt a filmet 2009. október 31-én vetítették a Buenos Aires Rojo Sangre filmfesztiválon. Néhány héttel később, Álvarez megállapodást kötött a Ghost House Pictures-szel egy 30–40 millió dolláros sci-fi film rendezésével kapcsolatban. A Ghost House-szal folytatott első projektje a Gonosz halott remake rendezése és társírása lett.
A Gonosz halott kiadása után Álvarez kijelentette, hogy "mindig is kísértette a nagy franchise csinálása", ehelyett szintén rendezője és társírója lett egy viszonylag alacsony költségvetésű horrorfilmnek, a Vaksötétnek (2016), amely pozitív visszajelzéseket kapott. Álvareztől később kiderült, hogy ebben az időszakban a Marvel Studios felkereste egy meghatározatlan film rendezésére, de elutasította, mert úgy érezte, hogy kevés kreatív ötlete lenne rá. Álvarez rendezte az élőszereplős változatát a Dante's Inferno videojátéknak az Universal Pictures által. 2016. május 3-án hozzáadták a nevét a Monsterpocalypse adaptációjához, amit a Warner Bros. finanszíroz. 2016 októberében Álvarezt választották ki, hogy megrendezze az Incognito adaptációját a Sony Pictures irányítása alatt, Daniel Casey forgatókönyve alapján.
2017. április 13-án megerősítést nyert, hogy Álvárez Nicole Perlmannel és Jay Basuval együtt írja és rendezi a Labyrinth reboot zenés-fantasyfilmet. Azonban 2020 áprilisában Álvarez bejelentette, hogy lemond a rendező posztjáról.
Álvarez rendezte az Ami nem öl meg című projektet, az angol nyelvű A tetovált lány sorozat rebootját, az azonos című regény alapján. A film egy teljesen új szerepgárdát mutatott be, mint a 2011-es film, és 2018. november 9-én adták ki.
2019 áprilisában Álvarez Doug Liman mellett rendezi a 2021-es Chaos Walking című filmet, ami további 15 millió dollárt adott a film költségvetéséhez.
2018 novemberében bejelentették, hogy elkészítik a Vaksötét folytatását.

## Filmográfia

### Nagyjátékfilmek
| Év   | Magyar cím                      | Eredeti cím                  | Rendező | Író    | Producer | Megjegyzés                           |
| ---- | ------------------------------- | ---------------------------- | ------- | ------ | -------- | ------------------------------------ |
| 2013 | Gonosz halott                   | Evil Dead                    | Igen    | Igen   | Nem      | dalszövegíró is; "Baby, Little Baby" |
| 2016 | Vaksötét                        | Don't Breathe                | Igen    | Igen   | Igen     | brácsaművész is a filmzenében        |
| 2018 | Ami nem öl meg                  | The Girl in the Spider's Web | Igen    | Igen   | Nem      |                                      |
| 2021 | Vaksötét 2.                     | Don't Breathe 2              | Nem     | Igen   | Igen     |                                      |
| 2022 | A texasi láncfűrészes mészárlás | Texas Chainsaw Massacre      | Nem     | Sztori | Igen     |                                      |
| 2024 | Alien: Romulus                  | Alien: Romulus               | Igen    | Igen   | Vezető   |                                      |

### Rövidfilmek
| Év   | Cím               | Rendező | Író  | Producer | Alkotó | Megjegyzés                                 |
| ---- | ----------------- | ------- | ---- | -------- | ------ | ------------------------------------------ |
| 2001 | Los Pocillos      | Igen    | Nem  | Nem      | Igen   |                                            |
| 2003 | El Último Alevare | Igen    | Igen | Nem      | Igen   |                                            |
| 2005 | El Cojonudo       | Igen    | Igen | Igen     | Igen   |                                            |
| 2009 | Ataque de Pánico! | Igen    | Igen | Igen     | Igen   | vizuális effektek vezetője és animátora is |
| 2017 | La peste          | Nem     | Nem  | Nem      | Nem    | alkotó                                     |

### Televíziós sorozatok
| Év   | Magyar cím             | Eredeti cím                     | Rendező | Író  | Vezető producer | Megjegyzés |
| ---- | ---------------------- | ------------------------------- | ------- | ---- | --------------- | --- |
| 2014 | Alkonyattól pirkadatig | From Dusk till Dawn: The Series | Igen    | Nem  | Nem             | 1 epizód |
| 2021 | Hívások                | Calls                           | Igen    | Igen | Igen            | - alkotó, rendező és vezető producer (9 epizód) - forgatókönyvíró (7 epizód) - szinkronhang, mint Jézus (1 epizód) |

### Egyéb közreműködések
| Év   | Magyar cím      | Eredeti cím          | Szerep                            |
| ---- | --------------- | -------------------- | --------------------------------- |
| 2017 |                 | La peste (rövidfilm) | zeneszerző                        |
| 2020 |                 | My Heart Goes Boom!  | köszönetnyilvánítás               |
| 2021 | A fejedbe látok | Chaos Walking        | újraforgatott jelenetek rendezője |